# Avenue Jean Colin
L'avenue Jean Colin est une rue bruxelloise de la commune d'Auderghem qui relie l'avenue des Meuniers à la rue Guillaume Dekelver sur une longueur de 160 mètres. La numérotation des habitations va de 1 à 37 pour le côté impair et de 4 à 36 pour le côté pair.

## Historique et description
Les travaux d'aménagement de cette avenue du Roodenbergveld ont duré de 1938 au milieu de la Seconde Guerre mondiale.
Le collège octroya à cette voie publique, comme ses rues voisines, rue Léon Houyoux et rue Louis Clesse, à des artistes peintres.

### Origine du nom
Elle porte le nom de l'artiste peintre Jean Colin.

## Situation et accès
| ___ | Ce site est desservi par la station de métro : Beaulieu. |

## Inventaire régional des biens remarquables
- Premier permis de bâtir délivré le 27 novembre 1957 pour les nos 14 et 16.